# Аль-Хасран, Абдулазиз
Абдулази́з а́ль-Хатра́н (араб. عبد العزيز الخثران‎; 31 июля 1973, Мекка) — саудовский футболист. В составе сборной Саудовской Аравии участник чемпионата мира 2002 года и чемпионата мира 2006 года.

## Биография
Профессиональную карьеру начал в 1994 году в клубе «Аль-Шабаб» из Эр-Рияда, за который затем выступал 8 лет, до 2002 года, выиграв вместе с командой за это время 2 раза Кубок наследного принца Саудовской Аравии, 1 раз Кубок обладателей кубков Азии, 2 раза Суперкубок Азии, 1 раз Арабский кубок чемпионов, 2 раза Арабский суперкубок, 1 раз доходил до финала Суперкубка Азии и 2 раза до финала Арабского кубка обладателей кубков. В 2002 году перешёл в другой клуб из Эр-Рияда «Аль-Хиляль», в составе которого выступает по сей день, успев стать за это время вместе с командой дважды чемпионом Саудовской Аравии, четырежды обладателем Кубка наследного принца Саудовской Аравии и дважды победителем Кубка принца Фейсала.
В составе главной национальной сборной Саудовской Аравии выступает с 2002 года. Участник чемпионата мира 2002 года и чемпионата мира 2006 года. Вместе с командой становился финалистом Кубка Азии в 2007 году, а также обладателем Кубка арабских наций и дважды Кубка наций Персидского залива.

## Достижения
- Финалист Кубка Азии: (1): 2007
- Обладатель Кубка арабских наций (1): 2002
- Обладатель Кубка наций Персидского залива (2): 2002, 2003
- Чемпион Саудовской Аравии (2): 2004/05, 2007/08
- Обладатель Кубка наследного принца Саудовской Аравии (6): 1995/96, 1998/99, 2002/03, 2004/05, 2005/06, 2007/08
- Обладатель Кубка принца Фейсала (2): 2004/05, 2005/06
- Обладатель Кубка обладателей кубков Азии (1): 2001
- Обладатель Арабского кубка чемпионов (1): 1999
- Обладатель Арабского суперкубка (2): 1995, 2000
- Финалист Суперкубка Азии (1): 2001
- Финалист Арабского кубка обладателей кубков (2): 1994/95, 1997/98